# Volcán Congo
El volcán Congo es un estratovolcán inactivo localizado en el cantón de Río Cuarto, provincia de Alajuela, Costa Rica. Está ubicado dentro del Parque nacional Volcán Poás. Alcanza los 2.014 m s. n. m. y forma parte de la Cordillera Volcánica Central. 
No debe confundirse con el volcán Platanar, otro volcán de Costa Rica que también recibe el nombre alternativo de cerro Congo.

## Toponimia

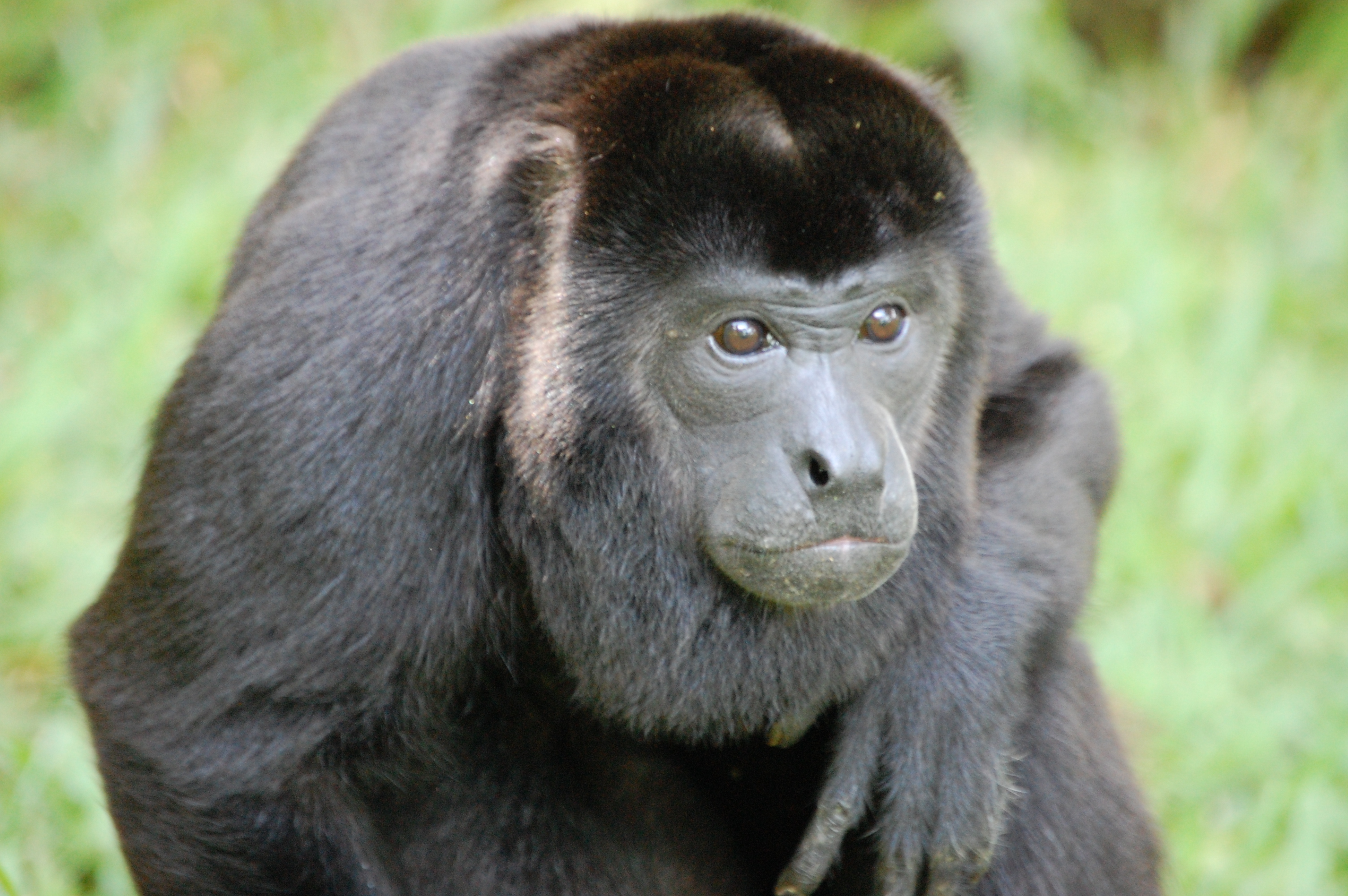
Mono congo o aullador.

El nombre Congo hace referencia al mono aullador Alouatta palliata, especie conocida coloquialmente en Costa Rica como mono congo, el cual es abundante en la región, y cuyo rugido característico acompaña al alba y el ocaso, escuchándose a varios kilómetros y simulando un animal en extremo peligroso. El nombre de cerro de Congo ya era utilizado desde mediados del siglo xix para referirse a esta montaña, la cual se encuentra en un sector que era de paso entre el Valle Central de Costa Rica y la costa del Caribe, y de allí hacia Nicaragua.
El volcán Congo también recibe los nombres alternativos de cerro Cariblanco, por una población de ese nombre localizada en sus faldas, y a la vez, haciendo referencia a las manadas de cariblancos que habitaban este monte, y también como cerro María Aguilar, por el río del mismo nombre que nace en sus faldas, y que a su vez es denominado de esta forma en alusión a una mujer colonial española que era dueña de hatos de ganado en un sector de lo que hoy es San José.

## Aspectos físicos
El volcán Congo es un estratovolcán de 25 km² y 3 km³, situado a 6 km al norte del volcán Poás. Presenta en su parte superior un cráter pobremente conservado, abierto hacia el lado norte. Posee una serie de profundas cárcavas y barrancas producto de la acción erosiva de las lluvias de la vertiente del Caribe de la Cordillera Volcánica Central, lo cual ha permitido la formación y excavación del cauce y el valle del río María Aguilar.
Petrográficamente, está conformado de basaltos con olivino y andesitas basálticas. Posee depósitos pumíceos compuestos de andesitas.

## Actividad volcánica
El Congo no ha mostrado actividad eruptiva de importancia en al menos 11.000 años. Un depósito piroclástico asociado al volcán Congo ha sido datado en 30.580 a.P.

## Recursos naturales

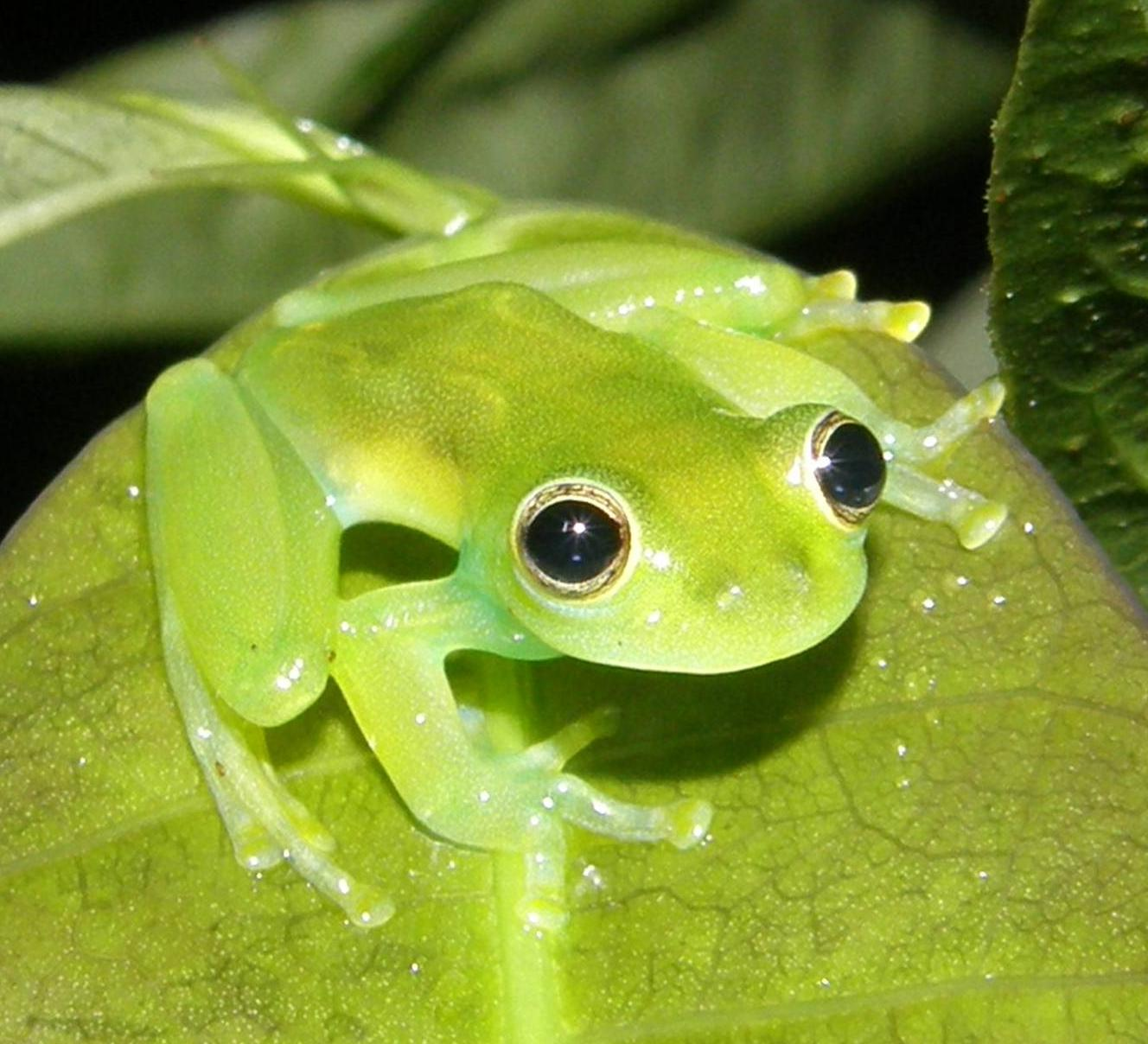
Ejemplar de Cochranella spinosa.

Este volcán forma parte del Parque nacional Volcán Poás. Posee un ecosistema importante desde el punto de vista de conservación, el cual alberga especies de flora y fauna muy diversas. En cuanto a la flora, un 47% de las especies están constituidas por árboles, 18% arbustos, 6% helechos y el resto son bejucos, lianas, palmas y epífitas.
En los bosques del volcán Congo habitan unas 200 especies de aves, 39 especies de mamíferos, incluyendo felinos como el puma, el ocelote, el caucel y el jaguar. Como ya se mencionó, abundan las tropas de monos aulladores y monos carablanca (Cebus capucinus). Hay 24 especies de reptiles y 15 de anfibios, incluidas en este último grupo la especie conocida como ranitas de vidrio.
El sitio es abundante en recursos acuíferos. Cercana al volcán se encuentra la represa hidroeléctrica Cariblanco, ubicada en San Miguel de Sarapiquí (Alajuela). Esta represa posee una capacidad instalada de 82 megavatios.